# Стивенс, Кэти
Кэ́трин Мари́ (Кэ́ти) Сти́венс (англ. Katherine Mari "Katie" Stevens, род. 8 декабря 1992, Саутбери) — американская актриса и певица. Заняла 8-е место в девятом сезоне шоу American Idol. Известна по главным ролям в сериалах «Фальсификация» (Карма Эшкрофт) и «С большой буквы» (Джейн Слоан).

## Биография
Стивенс выросла в Миддлбери, штат Коннектикут, в семье Марка Стивенса и Клары (урожд. Франциско). Окончила среднюю школу Помперог в Саутбери в июне 2010 года. Имеет португальские корни по материнской линии и говорит по-португальски.
Стивенс впервые выступила перед аудиторией в возрасте пяти лет, когда она спела национальный гимн на вечеринке местного политика в своём родном городе. Играла в детском и юношеском театре, в частности исполнила роли в постановках мюзиклов «Волшебник из страны Оз» (Дороти), «Классный мюзикл» (Шарпей) и «Юг Тихого океана» (Нелли). В 13-летнем возрасте выступила в Карнеги-холле.
В 2009 году пошла кастинг в девятый сезон шоу American Idol. Судья Кара Диогуарди назвала её самой талантливой 16-летней, которую она когда-либо видела. Тем не менее, выступление на шоу складывалось не лучшим для Стивенс образом. Большинство критических замечаний судей относились к высоте её голоса, возрасту и выбору песен. Она вылетела из конкурса 14 апреля 2010 года вместе с Эндрю Гарсиа. После ухода из шоу она появилась в «Шоу Эллен Дедженерес» и «Позднем шоу с Дэвидом Леттерманом», где исполнила несколько песен.
К ноября 2010 года написала девять песен. Была приглашённой артисткой в португальской версии шоу — Ídolos Portugal.
В 2013 году прошла кастинг в молодёжный телесериал «Фальсификация» (2014—2016), который был достаточно популярен и продержался три сезона. В 2016 году получила роль в сериале «С большой буквы» (2017—2021), который шёл пять сезонов и был высоко оценён критиками.
В октябре 2019 года Стивенс вышла замуж за Пола ДиДжиованни из группы Boys Like Girls, с которым встречалась четыре года. Они живут в Нашвилле, штат Теннесси.

## Фильмография
| Год  | Название на русском     | Название на английском | Роль            | Примечания |
| ---- | ----------------------- | ---------------------- | --------------- | ---------- |
| 2013 |                         | Bare: A Pop Opera      | Надия Макконелл |            |
| 2014 |                         | Friends and Romans     | Джина Демайо    |            |
| 2019 | Пункт назначения: Смайл | Polaroid               | Эвери           |            |
| 2019 | Они                     | Haunt                  | Харпер          |            |

| Год       | Название на русском        | Название на английском         | Роль           | Примечания                      |
| --------- | -------------------------- | ------------------------------ | -------------- | ------------------------------- |
| 2014—2016 | Фальсификация              | Faking It                      | Карма Эшкрофт  | Главная роль                    |
| 2015      |                            | I'll Bring the Awkward         | Алексис Мартин | Эпизод: "The Hammer of Destiny" |
| 2015      | C.S.I.: Место преступления | CSI: Crime Scene Investigation | Линдси Уиллоус | Эпизод: "Immortality"           |
| 2017—2021 | С большой буквы            | The Bold Type                  | Джейн Слоан    | Главная роль                    |
| 2019      | Струны души Долли Партон   | Dolly Parton’s Heartstrings    | Ли             | Эпизод: "Two Doors Down"        |